# Relazioni bilaterali tra Italia e Malta
Le relazioni bilaterali tra l'Italia e Malta sono state stabilite nel 1964, a seguito dell'indipendenza di quest'ultima dal Regno Unito. L'Italia è inoltre garante della neutralità di Malta in base ad un accordo bilaterale del 1980.

## Relazioni diplomatiche e consolari

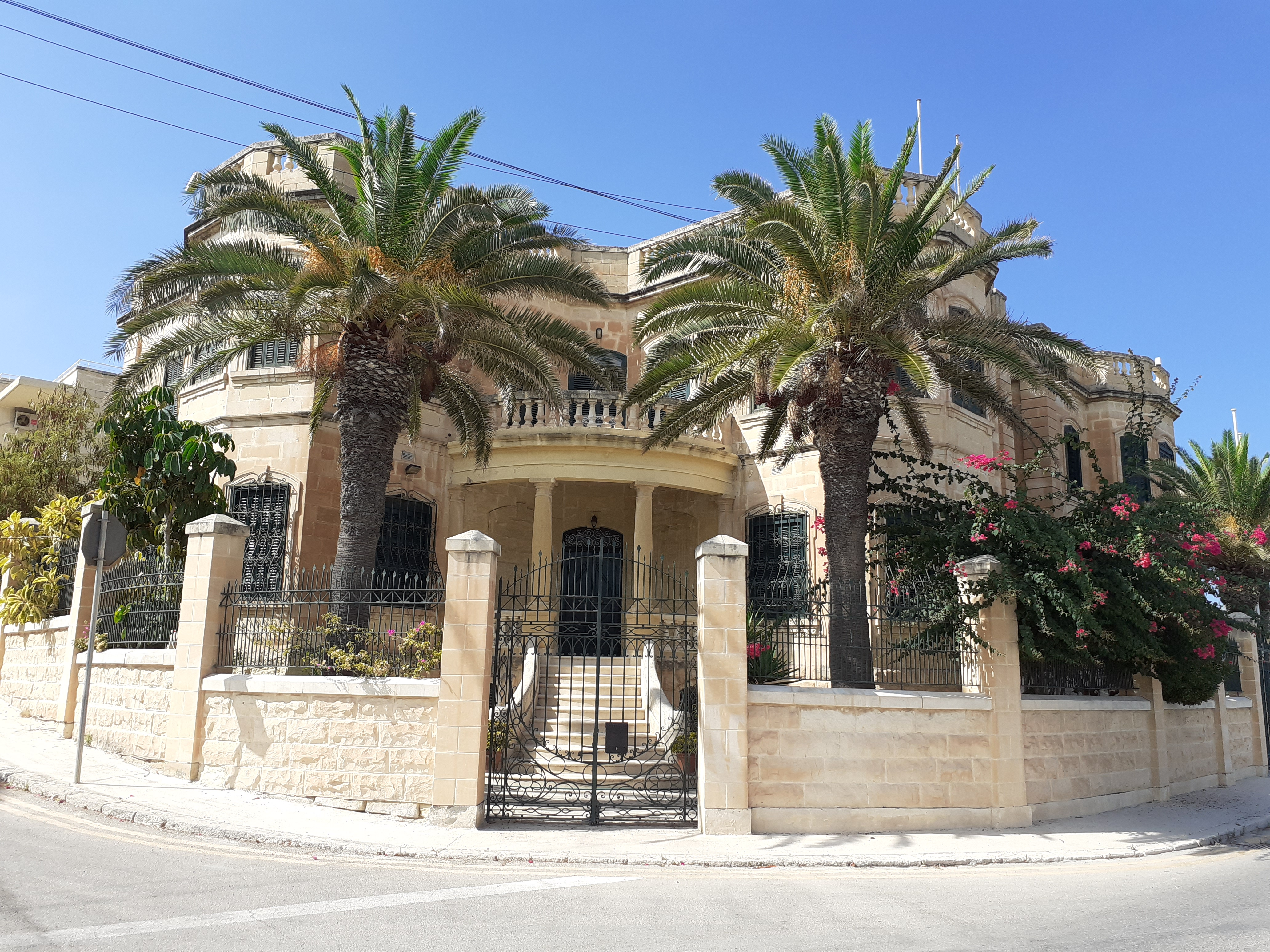
Villa Bel Air in Ta' Xbiex, residenza dell'ambasciatore italiano a Malta

L'Italia ha un'ambasciata alla Valletta. Malta ha un'ambasciata a Roma e 18 consolati onorari a (Bari, Bologna, Brescia, Cagliari, Catania, Genova, Livorno, Milano, Napoli, Palermo, Perugia, Reggio Calabria, Savona, Siracusa, Torino, Trieste, e Venezia).
Entrambi i paesi sono membri dell'Unione europea e dell'Unione per il Mediterraneo.
Le relazioni di Malta con l'Italia sono state descritte come "generalmente eccellenti".

## Storia

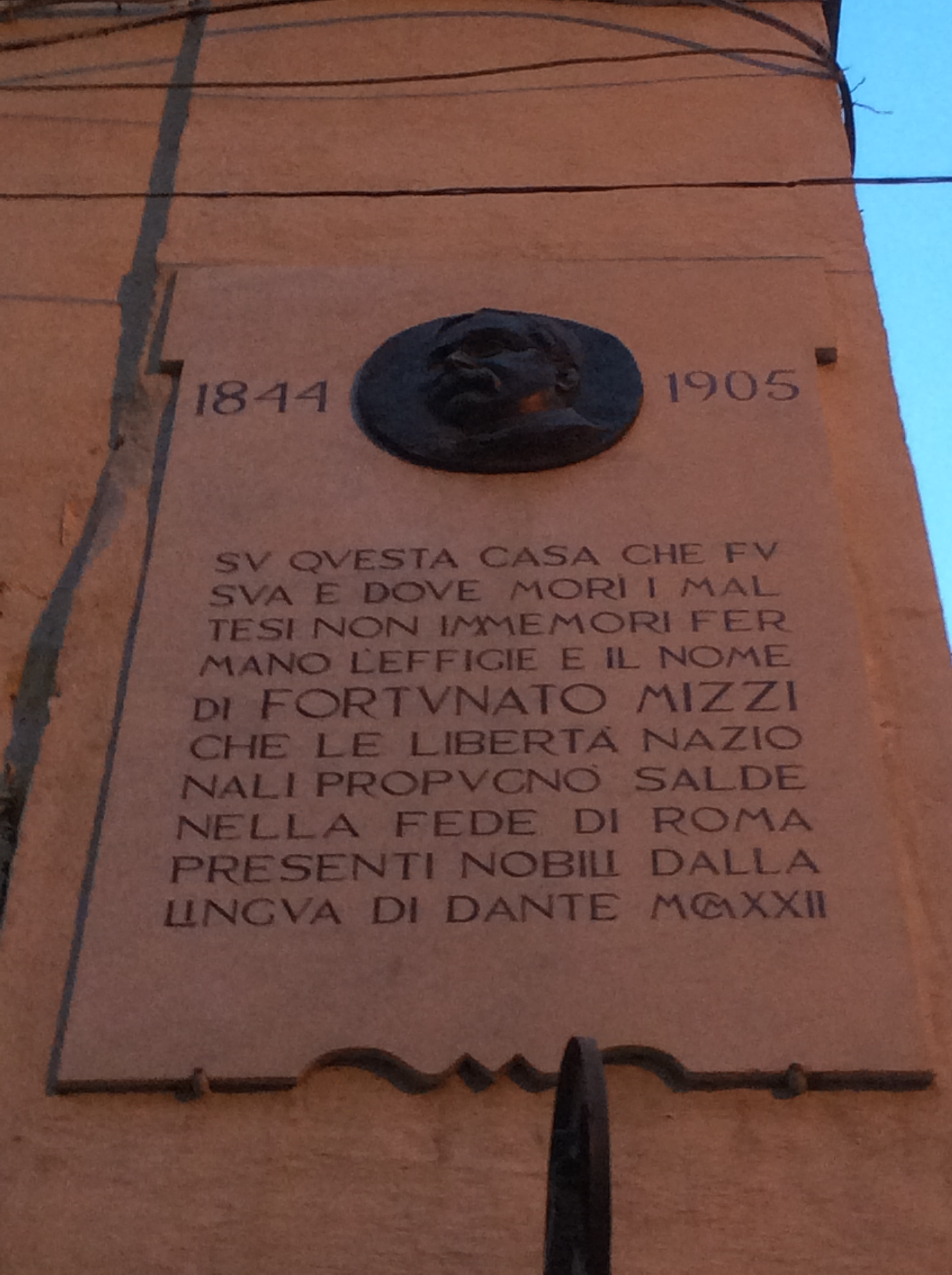
Lapide a Fortunato Mizzi alla Valletta

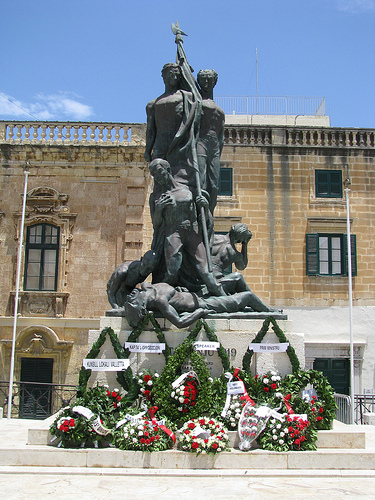
Monumento al Sette Giugno, festa simbolo dell'irredentismo italiano a Malta.

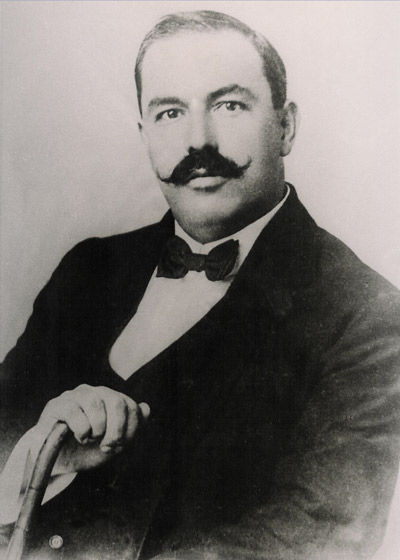
Enrico Mizzi, già irredentista italiano incarcerato in Uganda nel 1940, e primo ministro maltese nel 1950

Malta e la penisola italiana hanno una lunga storia di rapporti data la loro vicinanza. Malta è stata parte del Regno di Sicilia fin dai normanni .
Nel 1530 Malta venne concessa in affitto perenne dal Regno di Sicilia ai Cavalieri Ospitalieri, che la governarono fino alle guerre napoleoniche. In tale periodo, la lingua italiana fu lingua franca dell'amministrazione nell'arcipelago. Anche l'aristocrazia maltese, in questo periodo, utilizzava l'italiano come lingua colta.

### Durante il dominio britannico su Malta
Dopo la guerra contro l'occupazione francese dell'isola, nel 1800 Malta è diventato un protettorato congiunto dal Regno di Sicilia e dal Regno Unito, sebbene quest'ultimo abbia avuto più influenza. Nel 1814 l'isola divenne una colonia britannica e quindi si spostò fuori della sfera italiana, anche se la presenza della cultura e della lingua italiane rimase forte.
Il Risorgimento ebbe risonanza anche a Malta, dove si era costituita una piccola comunità di esuli, alcuni dei quali aderirono poi a organizzazioni irredentiste. Il Partito Anti Riformista, guidato da Fortunato Mizzi dal 1880 al 1905, aveva posizioni vicine a quelle degli esuli risorgimentali e si opponeva alle riforme coloniali britanniche e alla Chiesa Cattolica.

#### Il Partito Nazionalista e l'irredentismo italiano a Malta
Dopo la fine della prima guerra mondiale, si formò una nuova coalizione più ampia e più moderata, che prese il nome di Unione Politica Maltese (Unjoni Politika Maltija, UPM). Da questa fuoriuscì la corrente più estremista e pro-italiana, guidata da Enrico Mizzi, che si costituì in Partito Democratico Nazionalista (Partit Demokratiku Nazzjonalista, PDN).
Il sette giugno 1919 le truppe britanniche spararono sulla folla disarmata che manifestava contro l'aumento del prezzo del pane in seguito a nuove tasse introdotte dall'autorità britannica. Questo avvenimento rafforzò i sentimenti irredentisti della popolazione maltese. Il sette giugno (in italiano) rimane è una delle feste nazionali di Malta.
L'UPM, risultato primo partito alle elezioni del 1921, scelse di governare in coalizione con il Partito Laburista, esprimendo due Primi ministri: Joseph Howard e Francesco Buhagiar. UPM e PDN parteciparono ancora una volta separati, sebbene in coalizione, alle elezioni del 1924. Nel 1926, decisero di riunirsi e di adottare nuovamente il nome di Partito Nazionalista. Il nuovo partito unitario uscì però sconfitto dalle elezioni del 1927.

#### Irredentismo e repressione al tempo del fascismo
L'aspirazione di una notevole parte della popolazione maltese ad unirsi al Regno d'Italia rappresentò la maggiore preoccupazione politica dei britannici, specialmente dopo l'avvento del Fascismo che rivendicava apertamente l'italianità di Malta.
Gli irredentisti maltesi negli anni venti e trenta, riuniti nel Partito Nazionalista vicino alle posizioni fasciste, avevano nell'avvocato Carlo Mallia il loro ideologo e si esprimevano tramite il giornale Gazzetta Maltese, diretto da Enrico Mizzi (che successivamente fu primo ministro maltese nel 1950). Vi si opponeva il Partito Costituzionale, su posizioni filo-britanniche. Il Partito Nazionalista emerse indiscusso vincitore delle elezioni del 1932, ma la loro stagione di Governo non durò a lungo: preoccupate dall'ascesa dell'Italia fascista nel Mar Mediterraneo e in Africa, le autorità coloniali britanniche presero come pretesto le misure a sostegno dell'insegnamento della lingua italiana nelle scuole per sospendere sia il Governo che la Costituzione maltese.
Nel 1934 la lingua italiana fu abolita come lingua ufficiale a Malta a favore dell'inglese e del maltese. Nello stesso anno circa il 66% della popolazione maltese si considerava "maltese italiana" secondo Mallia (ma il dato potrebbe essere stato gonfiato a fini propagandistici). In quel periodo l'italiano era lingua esclusiva della nobiltà, ed era parlato solo dal 14% della popolazione maltese (all'epoca circa 35.400 abitanti).
Alcuni antifascisti italiani si trasferirono a Malta in quegli anni, sostenuti dal governo inglese, mentre alcuni fascisti maltesi come Carmelo Borg Pisani presero la cittadinanza italiana poiché consideravano Malta italiana.
Le mire italiane sull'isola furono evidenziate nell'aprile del 1933, quando in una visita all'isola, il sottosegretario italiano Francesco Giunta dichiarò di essere ancora sul suolo italiano e che il futuro dell'isola stava in una completa unione con l'Italia.

#### La seconda guerra mondiale e il passaggio di Malta verso l'indipendenza
L'irredentismo italiano subì contraccolpi irrecuperabili con la seconda guerra mondiale e i bombardamenti dell'aviazione fascista su Malta: l'assimilazione del Partito Nazionalista all'Italia fascista gli alienò il sostegno dell'elettorato e il suo leader Enrico Mizzi (figlio del fondatore Fortunato) fu esiliato in Uganda, al pari di molti altri membri di rilievo degli irredentisti maltesi.
Ancora nel 1948 vi erano circa mille cittadini italiani a Malta, concentrati nel capoluogo.
Il Partito Nazionalista si riorganizzò negli anni successivi ed arrivò al governo dell'arcipelago nel 1950, ma ormai ogni velleità irredentista italiana era abbandonata. Il Partito Nazionalista si oppose al progetto laburista di integrazione con il Regno Unito negli anni cinquanta, passando a sostenere l'opzione per l'indipendenza di Malta, che fu concessa dal Regno Unito nel 1964.

### Post-indipendenza maltese

#### L'avvio delle relazioni bilaterali
Tra i principali sostenitori dell'indipendenza maltese vi fu anche il presidente del consiglio italiano Aldo Moro. Nel videomessaggio trasmesso in RAI la sera del 21 settembre 1964, Moro inviava ai maltesi un “fervido saluto augurale in occasione della proclamazione dell'indipendenza”, esprimendo soddisfazione per l’ingresso dell’arcipelago maltese “come nuovo membro libero e indipendente della comunità internazionale”.
L'Italia fu il primo paese a stabilire relazioni diplomatiche e a nominare un ambasciatore a Malta (dal 1967 residente a Villa Bel Air a Ta' Xbiex) dopo che l'arcipelago acquisì indipendenza e divenne membro dell'ONU. Il primo dicembre 1964, il primo ambasciatore italiano, Antonio Dazzi, presentava le sue credenziali al governatore generale, Sir Maurice Dorman.
Un servizio di traghetto (attivo tre volte a settimana) tra Malta e Siracusa, gestito dalla società Tirrenia, fu inaugurato già nel 1965 a seguito dell'intesa tra il ministero dello sviluppo industriale maltese e quello italiano della marina mercantile. I voli Alitalia iniziarono ad atterrare a Luqa nel 1966, sulle tratte Roma-Malta e Catania-Malta. L'apertura dei collegamenti aerei e navali fu un passo avanti per l'apertura di Malta al turismo italiano e la diversificazione della sua economia.

#### I quattro accordi del 1967

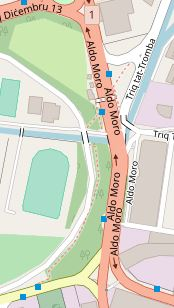
Triq Aldo Moro, a Marsa

Il primo ministro maltese Giorgio Borg Olivier e l'omologo italiano Aldo Moro intavolarono in quegli anni un dialogo volto alla firma di accordi di cooperazione e alla discussione di questioni bilaterali quali i prestiti a basso tasso d’interesse, gli aiuti all'industrializzazione, la parificazione dei maltesi agli italiani in materia di lavoro. Il ministro degli esteri Amintore Fanfani si recò a Malta il 28 luglio 1967 per firmare i quattro accordi italo-maltesi:
- l'accordo culturale promuoveva una più ampia cooperazione culturale, scientifica, tecnica, turistica e sportiva attraverso la creazione di istituti di cultura, l’istituzione di corsi e cattedre per promuovere lo studio della lingua e della cultura e la collaborazione tra le università e gli istituti di istruzione, oltre all'offerta di borse di studio per maltesi per corsi di laurea e studi specialistici in Italia;
- l'accordo per la cooperazione scientifica e tecnica favoriva la collaborazione dei due Governi nello sviluppo scientifico e sociale, inclusi i servizi di esperti e personale tecnico italiano e due milioni di sterline in prestito al Governo maltese per l’ampliamento della locale centrale elettrica;
- l'accordo per la cooperazione economica e la protezione degli investimenti individuava una serie di misure per attirare gli investimenti di cittadini e società italiane a Malta, facilitare specifici progetti di cooperazione economica e proteggere gli investimenti. Successivamente, attraverso uno scambio di lettere, i due Governi concordarono di eliminare le doppie imposizioni.
- l'accordo sul commercio mirava infine a rafforzare i rapporti commerciali, ampliando lo scambio di beni e servizi e favorendo lo sviluppo economico e industriale.

La relazione con l'Italia fu inoltre vitale per Malta nell'avvicinamento alla Comunità Economica Europea, siglato dall'accordo di associazione del 5 dicembre 1970.
Fu sempre Aldo Moro, come ministro degli esteri, a partecipare ai colloqui sulla questione della chiusura delle basi militari inglesi (basi NATO) a Malta, richiesta dal premier socialista maltese Dom Mintoff, arrivando ad un accordo nel marzo 1972. In riconoscenza, il governo maltese affidò all'Istituto Italiano di Cultura della Valletta il prestigioso Palazzo della Vecchia Cancelleria dell’Ordine di Malta, proprio di fronte al Palazzo Presidenziale, e dedicò ad Aldo Moro un'importante arteria stradale a Marsa.
Altri accordi bilaterali italo-maltesi furono firmati nel maggio 1972 da Aldo Moro, sulla cooperazione scientifica e tecnica, sull'assistenza militare (inclusa l'invio di una missione tecnica, operativa dal 1973 e tuttora presente, che negli anni ha portato all'apertura di un collegamento radio ad onde corte nel 1974, della circonvallazione di Marsa nel 1977, e della nuova pista dell'aeroporto di Luqa nel 1977), e sull'assistenza finanziaria e di cooperazione economica (con una linea di credito di 1,5 miliardi di lire).
Un anno dopo il passaggio alla repubblica nel 1974, Malta ospitò il capo di stato italiano Giovanni Leone il 5 dicembre 1975 come prima visita di Stato a Malta. Faranno seguito le visite di Francesco Cossiga (settembre 1991), Oscar Luigi Scalfaro (novembre 1995), Carlo Azeglio Ciampi (maggio 2005), Giorgio Napolitano (luglio 2010) e Sergio Mattarella (settembre 2017).
Tra il 1979 e il 2002 l'Italia sostenne l'avvicinamento progressivo di Malta alla CEE tramite cinque protocolli finanziari.

#### L'affare maltese e l'accordo di garanzia della neutralità del 1980

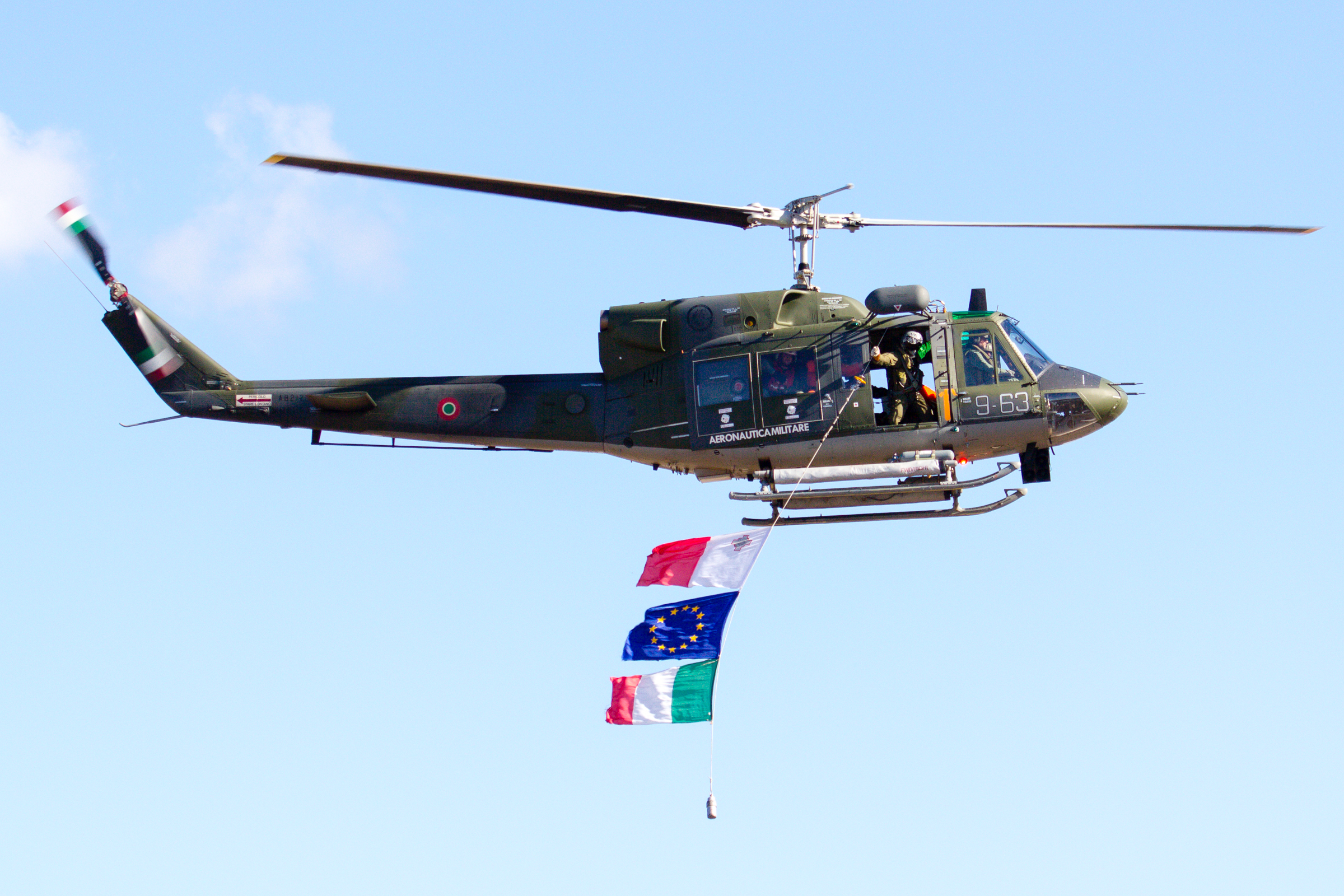
AB-212 dell'Aeronautica Militare al Malta International Airshow 2015. Elicotteri italiani di ricerca e soccorso sono stati stazionati a Malta sin dal 1982.

Nel 1980, a seguito delle vicende del cosiddetto affare Maltese, Malta ha firmato un accordo di neutralità con l'Italia, sotto la quale Malta ha accettato di non entrare in alcuna alleanza e l'Italia ha accettato di garantire la neutralità di Malta.
Il trattato, denominato Accordo sul Riconoscimento e la Garanzia della Neutralità di Malta viene ratificato ufficialmente, assieme ad un primo protocollo sulla assistenza finanziaria, tecnica ed economica. Nel trattato italo maltese, conseguito con uno scambio tra Roma e La Valletta di note firmate, l'Italia si impegna a garantire la neutralità maltese (affermata da Malta nel 1979) e a sua volta Malta afferma il divieto di avere basi militari straniere sul proprio territorio, ribadisce il suo impegno verso una politica di non allineamento, invita tutti gli Stati affacciati sul Mediterraneo ad impegnarsi a protezione della sovranità maltese, ed infine si impegna ad utilizzare i propri cantieri navali solo per scopi civili commerciali e per la riparazione di navi militari, ma solo se poste preventivamente in condizione di non combattimento, con esclusione, in ogni caso, delle navi militari di Stati Uniti e Unione Sovietica.
L'accordo firmato col governo italiano permise il raggiungimento di una indipendenza sostanziale di Malta. L'isola poteva dirsi autosufficiente sia dal punto di vista politico che da quello economico, fruendo di consistenti aiuti economici italiani, a cui successivamente avrebbero potuto aggiungersi i proventi del futuro sfruttamento dei giacimenti petroliferi eventualmente scoperti nel sottosuolo dei banchi di Medina, rispetto ai quali la Corte de L'Aia successivamente si pronunciò a favore di Malta. Grazie al trattato bilaterale con l'Italia, Malta poteva dirsi protetta anche dal punto di vista militare.

#### Malta e l'Italia nell'UE

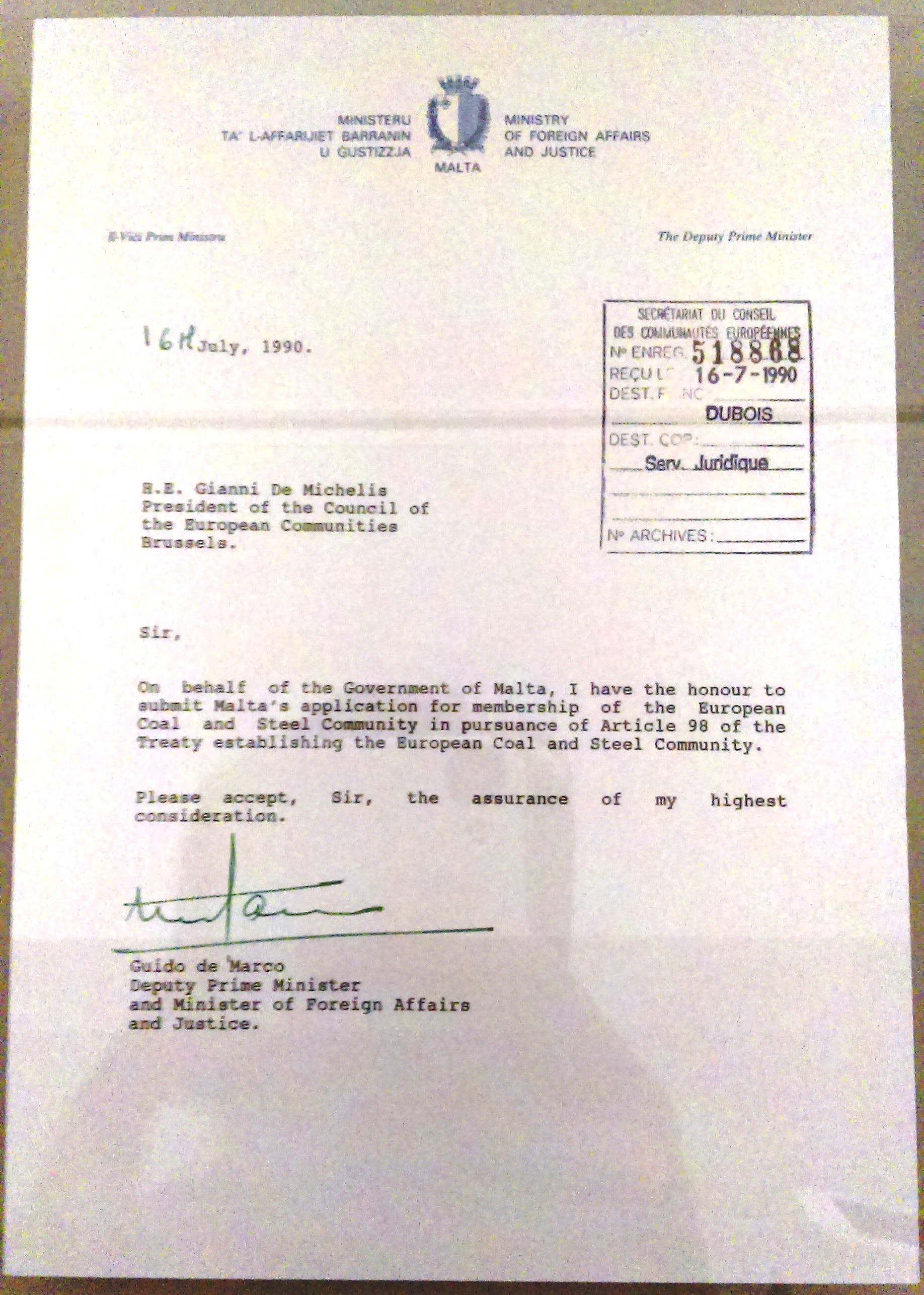
Candidatura di Malta all'Unione europea. Lettera inviata dal ministro degli esteri maltese Guido de Marco all'omologo italiano Gianni De Michelis, alla presidenza del Consiglio UE, 1990.

Fu inoltre alla Presidenza italiana del Consiglio UE che il Governo maltese indirizzò la richiesta di adesione alla CEE nel 1990.
Un nuovo protocollo fiscale (che emenda l'accordo del luglio 1981) è stato firmato dal ministro degli esteri maltesi Tonio Borg a Roma nel marzo 2009. Nel 2010, il governo italiano ha anche rimosso Malta dalla lista dei paradisi fiscali, il che ha incentivato lo spostamento delle società finanziarie verso l'arcipelago.
Malta interpreta gli accordi internazionali in tema di assistenza in mare in maniera restrittiva, sostenendo che i profughi recuperati in mare vadano trasferiti al porto sicuro più vicino (solitamente Lampedusa) anche quando essi sono soccorsi in acque di competenza search and rescue maltese. Ciò ha provocato vari casi di controversia con l'Italia. Nel giugno 2004 la nave umanitaria tedesca "Cap Anamur" rimase in mare con 37 profughi per oltre 18 giorni prima che Italia e Malta si accordassero sul porto di sbarco. Di nuovo nell'aprile 2009 le relazioni italo-maltesi sono deteriorate per via del caso del mercantile "Pinar", con a bordo 154 profughi, cui Malta ha rifiutato l'attracco, scatenando le proteste italiane. Lo stesso è accaduto di nuovo nel 2017 alla nave spagnola Golfo Azzurro.
La questione del confine marino italo-maltese nel Mediterraneo è rimasta insoluta, anche per via dei potenziali giacimenti energetici sottomarini (cfr. affare maltese). Il contenzioso tra i due paesi ha raggiunto l'apice a fine dicembre 2012, quando con un decreto ministeriale il già dimissionario ministro italiano per lo Sviluppo economico Corrado Passera (governo Monti) estese unilateralmente la giurisdizione italiana sulla piattaforma continentale in un tratto di mare a sud-est della Sicilia (“Zona marina C – Settore sud”), arrivando a sovrapporsi alle acque rivendicate da Malta, inclusi quei "Medina bank" che furono teatro della crisi tra Libia e Malta nel 1980 (cf. affare maltese). Nel 2007 Malta aveva concesso l'esplorazione in tali aree alla Heritage Oil plc, attirandosi la diffida della Libia.
Malta è rimasta al riparo dall'ondata migratoria lungo la rotta del Mediterraneo centrale negli anni 2010. Benché l'Italia abbia accolto 150.000 profughi nel 2013, Malta ha registrato solo 2.008 sbarchi lo stesso anno. Il leader dell'opposizione maltese, Simon Busuttil, ha denunciato l'esistenza di un accordo informale tra il governo Renzi e il governo maltese di Joseph Muscat secondo cui l'Italia si sarebbe fatta carico della gestione dell'emergenza profughi in cambio del via libera allo sfruttamento dei giacimenti energetici nelle acque a sud-est di Malta, la cui sovranità è contesa tra i due paesi. Il governo maltese ha smentito. A fine 2015, Malta e l'Italia hanno raggiunto un accordo informale di sospensione delle trivellazioni esplorative nell’area.
Nel 2015 è stato inaugurato l'interconnettore elettrico Sicilia-Malta, con fondi europei, volto a contribuire alla sicurezza energetica dell'arcipelago maltese.
L'Italia è il principale partner commerciale di Malta, con scambi commerciali che superano 1 miliardo di euro. Oltre il 26% delle importazioni totali di Malta provengono dall'Italia. Il turismo reciproco è anche importante, con 77.500 persone in visita dai rispettivi paesi nel 2010. L'Italia è anche il secondo più importante mercato turistico per Malta.

## Lingua e cultura
Malta rimane ancora oggi molto legata all'Italia, oltre che all'ex potenza coloniale britannica. I legami sono principalmente di tipo culturale: la lingua italiana a Malta - benché senza alcuno status ufficiale - resta molto diffusa e parlata correntemente da circa due terzi dei maltesi, anche grazie all'influenza delle radio e televisioni italiane, fino agli anni novanta tra le poche direttamente ricevibili nell'arcipelago.
Per contro, la lingua maltese - lingua semitica di derivazione siculo-araba - ancora oggi accoglie un'importante quantità di lessico italiano, siciliano e neo-latino, lascito del tempo della lingua franca italiana all'epoca dei cavalieri, anche se la tendenza odierna è verso una sempre maggiore anglicizzazione lessicale..
Altro legame dell'isola con l'Italia è data dalla presenza a Malta di molti cognomi di chiare origini italiane, dovuta al progressivo popolamento da parte di siculo-arabi dall'anno 1000 e alle successive ondate di immigrazione.

## Religione
La Chiesa cattolica, fondamento dell'identità nazionale maltese, è un altro importante elemento delle relazioni italo-maltesi. Oggi la nuova consapevolezza popolare maltese, grazie a studi storici e genetici inoppugnabili, tende a rigettare le false origini arabo-musulmane, per sottolineare invece la continuità cattolica dell'arcipelago (ed anche le sue radici "semitico-fenicie"), e di conseguenza i legami con l'Italia attraverso la Chiesa cattolica.

## Immigrazione italiana a Malta
Nel 2013 il Ministero dell'Interno contava 1.362 cittadini italiani aventi diritto al voto residenti a Malta. La cifra degli italiani a Malta è probabilmente ben più alta, per via della mobilità temporanea dei cittadini UE (molti dei quali non iscritti all'AIRE).
Secondo una ricerca maltese, gli italiani a Malta sono aumentati da 379 nel 2008 a 1.070 nel 2013 e 1.668 nel 2014, attirati dalle prospettive economiche nell'arcipelago. La maggioranza degli italiani a Malta lavora nei settori dell'accoglienza turistica e della ristorazione.

## Lista degli ambasciatori italiani a Malta dal 1964
- Antonio Dazzi 1964 – 1970
- Carlo Enrico Giglioli 1971 – 1973
- Romualdo Massa Bernucci 1973 – 1975
- Eric da Rin 1975 – 1978
- Maurizio Battaglini 1979 – 1983
- Andrea Negrotto Cambiaso 1983 – 1986
- Marcello Spatafora 1986 – 1989
- Gian Paolo Tozzoli 1989 – 1991
- Marino Fleri 1991 – 1993
- Marco Colombo 1993 - 1998
- Giancarlo Riccio 1998 – 2002
- Alvise Memmo 2002 – 2006
- Paolo Andrea Trabalza 2006 – 2010
- Luigi Marras 2010 – 2013
- Giovanni Umberto De Vito 2013 – 2017
- Mario Sammartino 2017[30] – 2021
- Fabrizio Romano 2021[31] – in carica